# Chevrolet Venture
Chevrolet Venture – samochód osobowy typu minivan klasy średniej produkowany pod amerykańską marką Chevrolet w latach 1996 – 2005.

## Historia i opis modelu

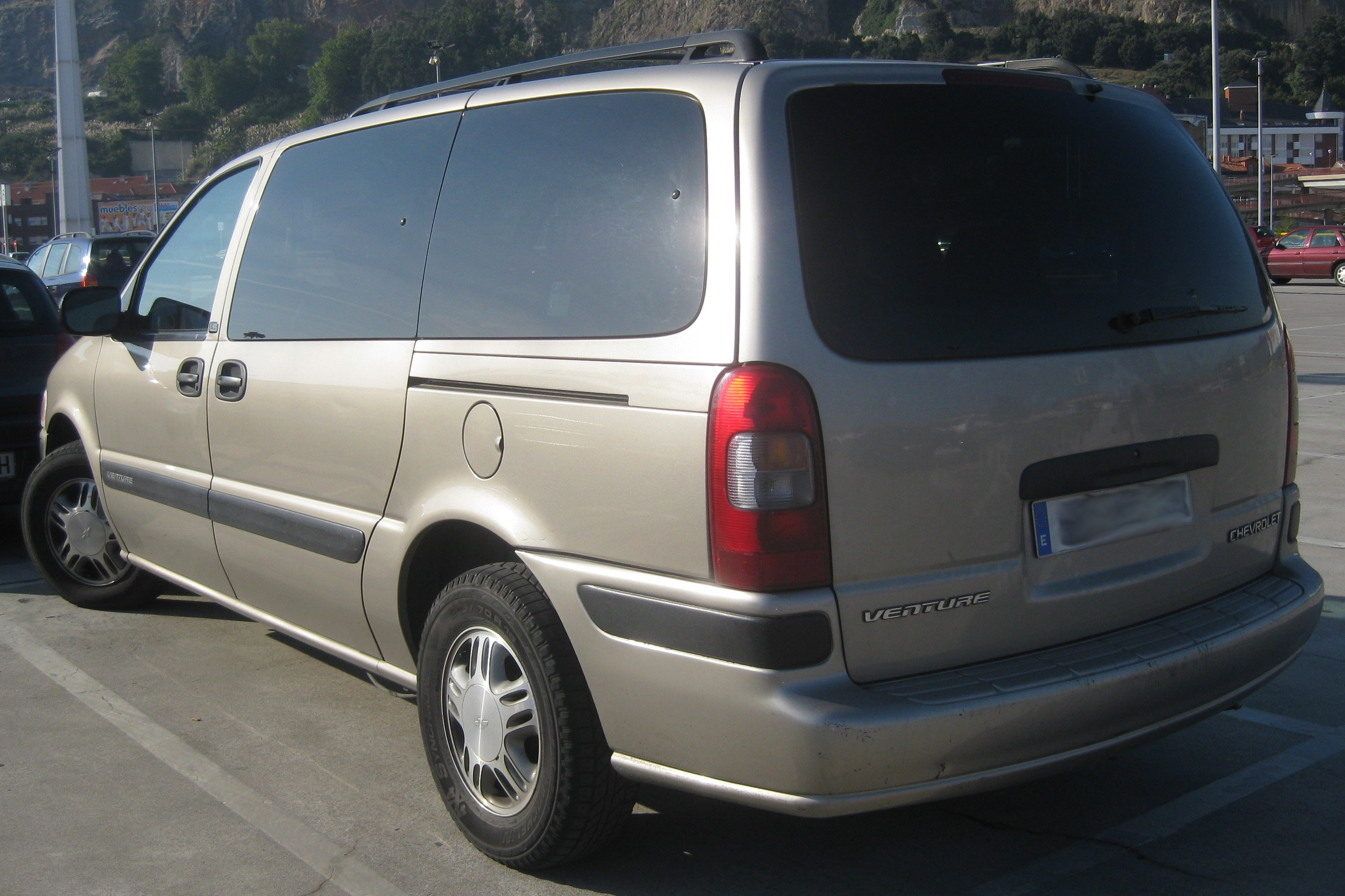
Chevrolet Venture - tył

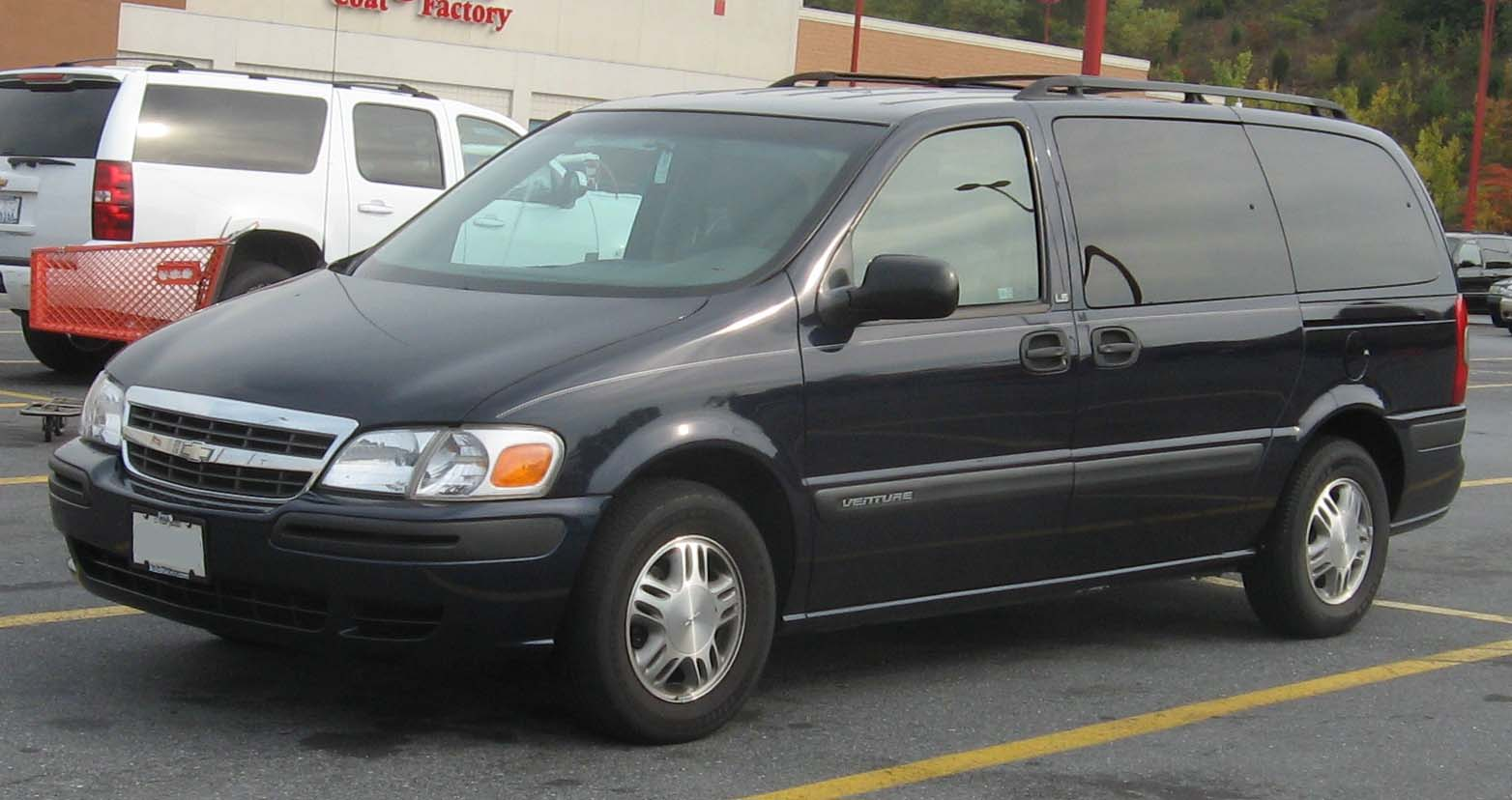
Chevrolet Venture po liftingu

Prezentując w 1996 roku nową generację dużych minivanów koncernu General Motors, Chevrolet zdecydował się zmienić nazwę swojego modelu i zamiast Lumina APV określił go tym razem mianem Venture. 
Samochód, podobnie jak pozostałe bliźniacze konstrukcje, wyróżniał się znacznie bardziej konserwatywnym wyglądem z tradycyjną, dwubryłową sylwetką i dużymi, dwukloszowymi reflektorami. Od pozostałych minivanów Chevrolet Venture odróżniał się jedynie dużą, chromowaną atrapą chłodnicy.

### Lifting
W 2000 roku Chevrolet Venture przeszedł modernizację, która przyniosła głównie zmiany w wyglądzie atrapy chłodnicy. Zyskała ona charakterystyczną, chromowaną poprzeczkę z większym logo producenta. Pod tą postacią minivana produkowano przez kolejne 5 lat, po czym jego następca ponownie zmienił nazwę - tym razem na Uplander.

### Silnik
- V6 3.4l LA1